# Fuite des capitaux
La fuite des capitaux désigne un phénomène économique de sortie de capitaux extrêmement rapide et soutenue, causée par un évènement économique tel qu'une crise économique.

## Concept

### Typologie
On distingue trois types de fuite des capitaux :
- la fuite brutale de capitaux à la suite d'une crise financière dans un pays ou une zone économique : les investisseurs craignent de perdre une partie du capital investi et retirent leurs investissements. Il s'agit d'une forme extrême de sortie de capitaux ;
- la fuite de capitaux liées à l'expatriation volontaire de contribuables vers un paradis fiscal ou une juridiction à faible fiscalité, pour ne pas payer leurs impôts dans le pays quitté (expatriation fiscale).
- des flux financiers illicites, par exemple sous forme de transfert illicite de liquidités, de contrebande, de blanchiment d'argent[2]...

### Causes
L'augmentation rapide de taxes sur le capital dans un pays, ou l'augmentation brutale de l'incertitude, perturbent le fonctionnement régulier d'une économie et tend à provoquer des sorties massives et rapides de capitaux, ou à un effet de valuation à la baisse qui réduit la valeur des actifs. 
Les fuites de capitaux, contrairement aux sorties de capitaux, tendent à faire diminuer le taux de change de la monnaie affectée.  

## Histoire

### Les fuites de capitaux en Europe
Si l'Europe est peu touchée par les phénomènes de fuites de capitaux, du fait de la stabilité économique et politique de ses pays, certains évènements politiques peuvent causer des fortes sorties de capitaux qui sont catégorisées par les économistes comme des fuites. Lors des deux trimestres précédents le Référendum sur l'appartenance du Royaume-Uni à l'Union européenne de 2016, 77 milliards de livre sterling de capitaux ont fui le Royaume-Uni, puis 65 milliards durant le trimestre suivant le référendum, et 59 milliards en mars, au début de la campagne. Le Royaume-Uni ne connaissait auparavant pas de fuites de capitaux, mais uniquement des sorties, d'un montant de 2 milliards de livres en moyenne sur les mêmes périodes.

### Les fuites de capitaux dans les pays émergents
Le Venezuela connaît des épisodes de fuites de capitaux au début des années 1980. A cette époque, les fuites de capitaux annuelles équivalaient aux exportations totales du pays. 
La crise économique argentine de 2001 tire son origine d'une fuite de capitaux à la suite de l'augmentation de l'incertitude des acheteurs de la dette externe argentine sur la capacité de remboursement du pays. La situation était d'autant plus difficile que l'Argentine avait un taux de change artificiellement bas et monnayait sa dette en monnaie étrangère. 
Les pays instables où le risque est le plus élevé sont les plus touchés par les fuites de capitaux. Les pays développés ne connaissent presque aucune fuite de capitaux, du fait de leurs régulations et de leur stabilité. Dans le livre La Dette Odieuse de l'Afrique: Comment l'endettement et la fuite des capitaux ont saigné un continent, les économistes Léonce Ndikumana and James K. Boyce démontrent que les trente-trois pays subsahariens ont subi entre 1970 et 2008 l'équivalent de 700 milliards de dollars de fuites.   
Les pays d'Afrique du Nord ont également connu des situations de fuites. Entre 1970 et 2010, l'équivalent de 165% du PIB de 2010 de l'Algérie a fuité du pays.   
La crise économique liée à la pandémie de Covid-19 de 2020 a provoqué une fuite de 85 milliards de dollars des pays émergents, Chine non incluse, déstabilisant les marchés de ces pays.